# La serpiente de oro
La serpiente de oro es la primera novela del escritor peruano Ciro Alegría, publicada en Santiago de Chile, en diciembre de 1935. La escribió cuando tenía 26 años de edad, teniendo como base un cuento primigenio titulado «La Balsa», cuyo argumento se centra en la vida de unos cholos balseros de la ceja de selva del norte del Perú. Es considerada como una de las más representativas «novelas de la tierra», circunscritas dentro del indigenismo.

## Contexto de su redacción

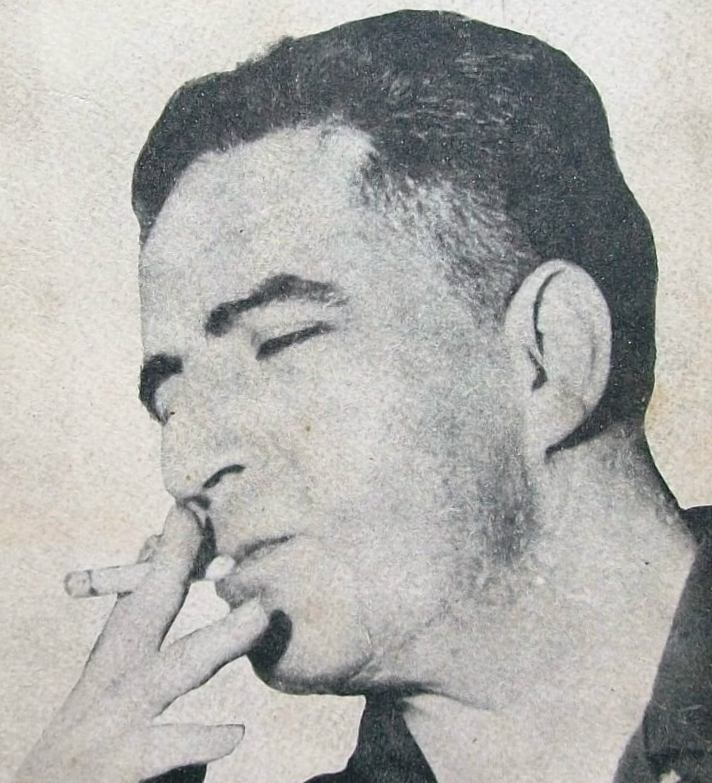
Ciro Alegría.

Por entonces Ciro Alegría, militante aprista, se hallaba desterrado en Chile, a donde llegara el mismo día en que fuera asesinado el poeta José Santos Chocano (1934). Los primeros meses los vivió en la estrechez económica y se ganó la vida como traductor y corrector. También consiguió que el suplemento del diario Crítica de Buenos Aires le publicara una vez al mes sus cuentos.
La necesidad de ganar algo más lo empujó a convertir un relato suyo de ocho páginas titulado “La balsa” en otro más extenso al que nominó “El Marañón”, el cual presentó al concurso literario convocado por la Editorial Nascimento y auspiciado por la Sociedad de Escritores de Chile. A sugestión de la Editorial accedió a ampliar más su relato y así nació la novela La serpiente de oro, con la cual ganó el primer premio de dicho concurso (1935). El libro le otorgó fama que se consolidaría con sus dos novelas siguientes: Los perros hambrientos (1939) y El mundo es ancho y ajeno (1941).

## Tema central
El tema central es la lucha del hombre por dominar una naturaleza agreste. Los personajes son balseros del río Marañón, que a diario arriesgan sus vidas haciendo su trabajo; asimismo enfrentan otra serie de desastres naturales como inundaciones, desmontes, plagas, etc. A pesar de lo difícil que es esa convivencia con la naturaleza, el hombre reconoce que esa misma naturaleza es la que le entrega de manera abundante los recursos con los que puede sobrevivir. 
Otros temas o subtemas son la vida, costumbres y creencias del poblador de esa parte del Perú, la naturaleza, el amor paternal y filial, el amor entre las parejas, el abuso y la injusticia de las autoridades.

## Explicación del nombre

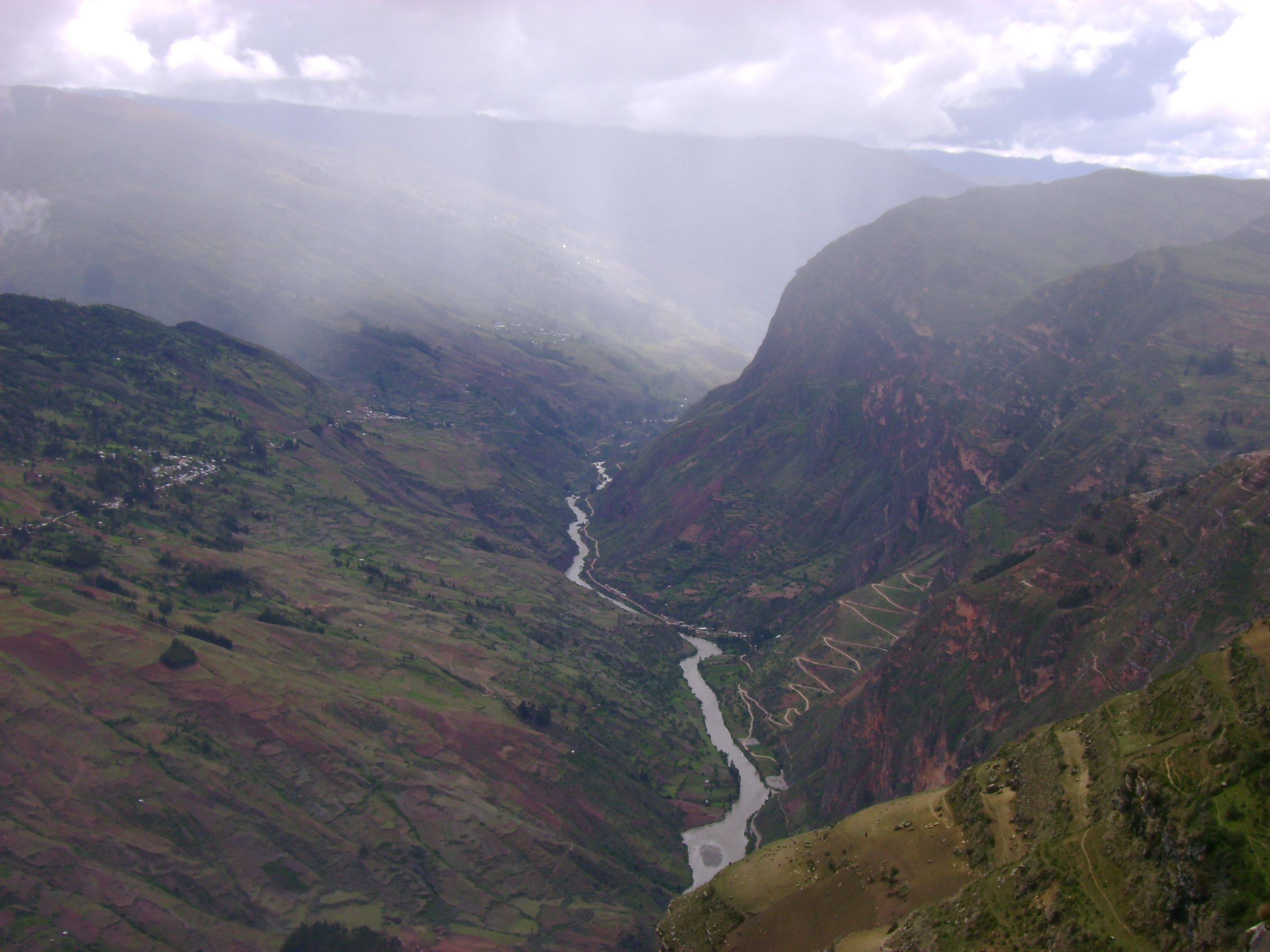
Vista aérea del río Marañon.

El nombre de la novela, según la explicación que se da en la misma obra, es una alusión al río Marañón, por su forma serpenteante visto desde lo alto, y por las riquezas que oculta, especialmente de oro, que es explotado a través de lavaderos. Es una metáfora apropiada, ya que si bien el río brinda recursos que los hombres aprovechan para su mantenimiento, es a la vez terrible y cruel, y puede llevarse la vida de muchos de ellos.

## Argumento
La novela en sí carece de un argumento que conduzca hacia un clímax narrativo. Está construida por capítulos relativamente independientes; incluso se puede decir que cada capítulo constituye un cuento que puede leerse de manera aislada, sin temor a perder el hilo del relato.
Es la maestría narrativa de Alegría que le da al relato un interés y una atracción inigualable, por lo trágico y lo dramático de la vida de sus personajes.
La novela tiene como núcleo temático la vida cotidiana de los cholos balseros del caserío de Calemar, a orillas del Río Marañón, en la ceja de selva del norte del Perú. Estos hombres luchan diariamente por dominar la naturaleza agreste.
También se relata de forma paralela la aventura de un ingeniero limeño, Osvaldo Martínez de Calderón, que se interna en la región selvática con el propósito de crear una empresa de explotación de los recursos naturales, a la que planea bautizar con el nombre de «La serpiente de oro». Pero ello no se concretará, pues el ingeniero perecerá víctima de la picadura de una serpiente venenosa.
Pese a todas las desventuras, el relato prosigue, a través de diversas voces, contándonos sobre la vida dura de los balseros, los cuales trasmiten su oficio de generación en generación.

## Tiempo
El relato abarca unos cinco años, según se desprende del capítulo final, donde uno de los narradores, Lucas Vilca, dice que ya han pasado cinco inviernos desde que empezó todo. Ese sería el tiempo cronológico. Pero en el relato se hacen también referencia a sucesos ocurridos hacía veinte años como mínimo, lo que se llama el tiempo psicológico.

## Época
Aunque en la obra no se menciona explícitamente la época en que se desenvuelven los hechos, debemos ubicarla entre fines de la década de 1910 y a lo largo de los años 1920, al igual que las siguientes novelas del autor, Los perros hambrientos y El mundo es ancho y ajeno. Se deduce ello pues la recreación novelística de Alegría se concentra en los años de su niñez, época en que estuvo en contacto con la gente y los escenarios mencionados en sus obras, la sierra liberteña y la ceja de selva colindante.
En el capítulo IV («Ande, selva y río»), durante la conversación entre el ingeniero Osvaldo y el hacendado Juan Plaza, se menciona a la capital del Perú, Lima, donde se construía por entonces una nueva avenida (que sería la Avenida Arequipa) y el Parque de la Reserva, obras que fueron realizadas durante el Oncenio de Augusto B. Leguía (1919-1930). Esas sería la única referencia explícita a la época.

## Escenarios

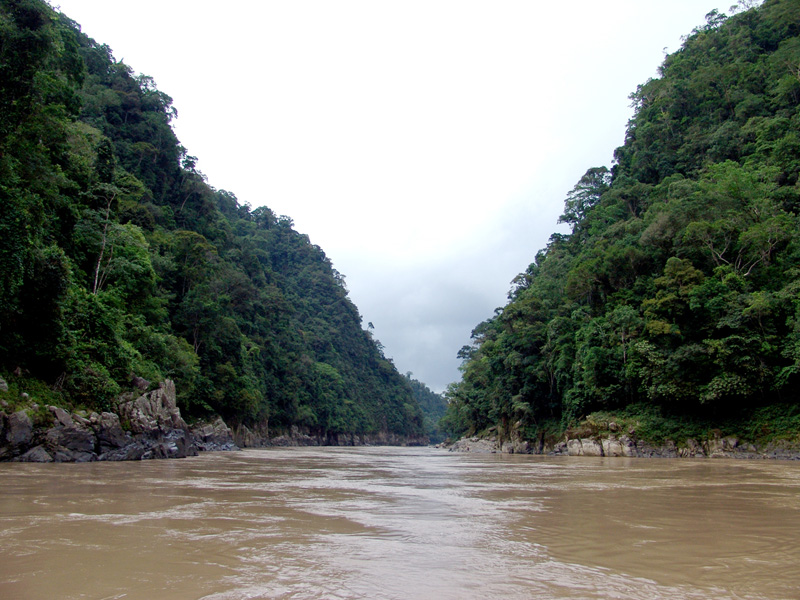
El río Marañón a su paso por el pongo de Manseriche.

El escenario principal de la novela es el valle de Calemar, lugar habitado por cholos o mestizos, cuya principal actividad es la balsería y el cultivo de frutales. Cerca se desliza el imponente río Marañón, que no corta al valle, sino que pasa lamiendo un peñascal que domina el pueblo y que sirve como una muralla natural de roca. 
El Marañón es la fuente de subsistencia de los calemarinos, así como una vía de comunicación con otros poblados vecinos, situados tanto río arriba como río abajo. Como viven en un valle, a los calemarinos se les llama también vallinos, para diferenciarlos de la gente que vive en los pueblos de altura, los poblanos.
La región donde está situada Calemar es la llamada ceja de selva, entre 400 y 1000 m s. n. m., que es como un límite entre la región andina y la selva amazónica, específicamente en el extremo oriental del departamento de La Libertad. Es una región ya propiamente selvática, cubierta de densa vegetación sobre un terreno accidentado, que se caracteriza por la presencia de numerosos plegamientos y que es atravesado por profundos cañones fluviales. La intensa deforestación que sufren algunas de sus áreas favorece los deslizamientos de tierra conocidos como huaycos o desmontes.
Se mencionan otros pueblos cercanos a Calemar, como Bambamarca (situado en las alturas), Marcapata (donde se halla la hacienda de Juan Plaza), Sartín (donde Arturo conoce a Lucinda), el valle de Shicún (donde los calemarinos van a comprar balsas). Así como el interior del monte o la selva tupida, el cerro Campana donde se puede divisar las cordilleras, el curso del río Marañón con su paso peligroso de La Escalera. La ciudad o población importante más cercana es Huamachuco.

## Los narradores
Además del narrador omnisciente (cuya participación se vislumbra en algunos fragmentos), la novela es relatada por varias voces que toman cuerpo en diversos personajes de la ficción: el cholo Lucas Vilca, el viejo Matías, el hacendado Juan Plaza. Diversos espacios y distintos puntos de vista se desplazan pues para contarnos la vida activa y emocionante de personajes sencillos, todo lo cual nos indica que el autor usaba criterios modernos e innovadores en la narración.
No obstante, Mario Vargas Llosa, en uno de sus ensayos de juventud, no tomó en cuenta esa peculiar forma de narración y calificó equivocadamente a la obra como parte de la “novela tradicional”, a la que llamó de manera despectiva “novela primitiva”, aunque después se rectificaría de ese juicio. 

## Personajes
En la obra encontramos una gran variedad de personajes. Solo mencionaremos los de mayor importancia en el desarrollo de los hechos.

### Principales
- La familia Romero. Asentada en el valle de Calemar y dedicada al transporte en balsa, la pesca fluvial, y el cultivo de frutales y otros productos agrícolas. Lo conforman:
  - El viejo Matías, el veterano jefe de familia, hábil contador de historias.[10]
  - Doña Melcha, la esposa de Matías, igualmente anciana, dedicada a las tareas del hogar.[14]
  - Arturo Romero, hijo de Matías, es un joven que ya tiene su hogar propio, que él mismo construyó a pocos pasos de la casa de sus padres. Su esposa es Lucinda y tiene un hijo todavía infante llamado Adán.[10]
  - Rogelio Romero, conocido familiarmente como el Roge, es el hermano menor de Arturo. Tiene 20 años y anda cortejando a Florinda. Es fuerte, hábil nadador y muy impulsivo. Morirá tras ser arrastrado por la corriente del río, en el peligroso paso de La Escalera.[10]
- Lucas Vilca es un cholo de Calemar, vecino de los Romero. Tiene su platanar y su cocal, y vive solo, pues sus padres ya habían fallecido. Se enamora de Florinda a la que finalmente convierte en su esposa.[17][14]
- Osvaldo Martínez de Calderón, ingeniero limeño, alto, blanco y delgado, que llega de pasada a Calemar con planes de explorar la región y formar una empresa explotadora de sus recursos naturales. Soberbio y altanero, ve con desprecio a los pobladores, pero la necesidad de sobrevivir en medios tan hostiles como la selva y la puna le obligan a adaptarse a las costumbres de la región. Entusiasmado con su plan de explotar el oro de los lavaderos, decide volver a Lima para traer capitales pero muere picado por una serpiente. Tiene un amorío con una adolescente de Calemar, la cabrerilla Hormecinda, fruto del cual nacerá un niño.[17][14]

### Secundarios
- Juan Plaza, hacendado de Marcapata, hombre blanco, ya anciano y con numerosa familia. Hospeda al ingeniero Osvaldo y le aconseja sobre sus planes de exploración.[17]
- Lucinda, la esposa de Arturo, es una joven del pueblo de Sartín, en las alturas, hija de doña Dorotea. Se destaca por su fina faz, sus ojos verdes, sus senos erguidos y su donosura al bailar.[17] Como todo poblador de las alturas, al llegar al valle de Calemar padece de fiebres palúdicas, pero se recupera. Luego de sufrir muchos abortos al fin tiene a su primer hijo, Adán.
- Doña Dorotea, hospedera del pueblo de Sartín, ya viuda, madre de Lucinda y de un niño menor de edad. Las malas lenguas decían que su hija era el fruto de un amorío que tuvo con un gringo o extranjero buscador de minas.[14]
- Florinda, bella muchacha de Calemar, hija del cholo Pancho que está comprometida con Rogelio. Cuando este fallece, se convierte en pareja de Lucas Vilca.[14]
- Doña Mariana Chiguala, viuda, ya madura pero todavía atractiva, que vive en el fondo del valle de Calemar, junto con su sobrina Hormecinda. En su casa da hospedaje a los forasteros. Es también la que le prepara la comida a Lucas Vilca.[14]
- Hormecinda, una muchacha de 15 años, sobrina de doña Mariana.[14] Se dedica a pastear cabras. Tiene un amorío con el ingeniero Osvaldo, quedando embarazada. Pero el ingeniero morirá antes que nazca el niño.
- Venancio Landauro, residente de Shicún, poblado a orillas del Marañón. Aloja a Arturo y Florinda cuando estos huyen de la policía.[14]
- Encarna (abreviatura de Encarnación), viejo cholo, contemporáneo de Matías, quien vive casi al fondo del valle.
- El cura Casimiro Baltodano, párroco de Pataz, quien es invitado a Calemar durante las festividades religiosas para oficiar las misas.
- Florencio Obando, teniente gobernador de Calemar, que es alabado por su prudente gobierno, pese a ser analfabeto.[17]
- Silverio Cruz, cholo de Calemar, balsero y agricultor como todos sus vecinos. Perderá su chacra arrasada por el desmonte.
- Pablo, cholo de Calemar que mata a otro llamado Martín en una disputa de un palo de balsa. La justicia lo exonera de culpa pues considera que había sido víctima de una provocación. Es contratado como ayudante por el ingeniero Osvaldo.
- Julián, cholo de Calemar que junto con Pablo es contratado como ayudante por el ingeniero Osvaldo.
- Damián y su amigo, hombres de la puna que sufren del mal de la uta y que se encaminan a Huamachuco en busca de mejora. Damián muere en Calemar antes de poder cruzar el Marañón y su amigo decide volver a su pueblo.[14]
- El Riero, apodo de Inacio Ramos, es un corrido o fugitivo de la justicia, que había sido amigo del padre de Lucas Vilca.[14][6]
- Don Policarpio Núñez, negociante de ganado, quien llega a Calemar solicitando a los balseros el traslado de sus reses al otro lado del río.
- Jacinto Huamán y Santos Ruiz, balseros de Calemar.[14]

## Argumento por capítulos
1. El río, los hombres y las balsas.- Es una descripción del valle de Calemar, donde viven los cholos balseros. Estos se dedican a llevar a los viajantes en sus balsas, trasladándolos de una a otra orilla del río. También se dedican a la pesca, la caza y el cultivo.
2. Relato del viejo Matías.- Llega a Calemar el ingeniero limeño Osvaldo, que se aloja en el bohío del viejo Matías, con quien entabla una animada charla. Matías le cuenta sobre la vida de los balseros calemarinos. Osvaldo le cuenta a la vez su plan de explorar la región para tantear sus riquezas. Al día siguiente continúa su viaje.
3. Lucindas y Florindas.- Es el relato de cómo el cholo Arturo conoció a Lucinda en un pueblo de las alturas. Por problemas con los gendarmes o policías, Arturo y Lucinda huyen de ese pueblo y permanecen escondidos, hasta que se casan y se establecen en Calemar. Tienen un hijo, llamado Adán. El hermano de Arturo, Rogelio, se hallaba por su parte cortejando a Florinda. Ambas, Lucinda y Florinda, destacan por su belleza.
4. Ande, selva y río.- El ingeniero Osvaldo, luego de abandonar Calemar, se dirige a Marcapata, donde le recibe el hacendado Juan Plaza. Osvaldo le informa de sus proyectos. El hacendado le advierte lo duro que es viajar por ande, selva y río, y le cuenta sobre algunos exploradores que nunca más volvieron. Le aconseja dedicarse a los lavaderos de oro, que abundaban por allí. Al día siguiente Osvaldo parte con un guía y llega hasta las alturas, desde donde divisa el río en toda su majestad.
5. Muchos pejes y un lobo.- El viejo Matías se dedica a pescar en el río, junto con el cholo Lucas. Atrapa también a un lobo marino, que le muerde en la mano, lo que considera una señal de mal agüero.
6. La Escalera.- Los hermanos Arturo y Rogelio van al pueblo de Shicún a comprar una balsa, pero en vez de volver de inmediato se dedican a tomar aguardiente. Deciden finalmente volver, balseando por el río, cuyo caudal está bajo, por lo que quedan atascados en un paso muy estrecho llamado La Escalera, lleno de rocas filudas. No les queda otra sino esperar la subida del río.
7. Los días duros.- Cansado de esperar la subida del río y temiendo que se acaben los víveres, Rogelio decide cruzar a nado el río para buscar ayuda, pero es arrastrado por la corriente y fallece.
8. «Aplica Señor tu ira».- El viejo Matías, al ver que demoraban en llegar sus hijos, teme lo peor y se da al abandono, maldiciendo a Dios. Hasta que finalmente aparece la balsa con Arturo, que llega en estado calamitoso.
9. El relato del cholo Arturo.- Tras recuperarse, Arturo cuenta cómo se salvó: tras la muerte de su hermano, esperó la crecida del río, y al navegar se encomendó a la Virgen del Socorro, a la que atribuye el poder llegar a salvo a Calemar.
10. ¡Fiesta!.- En Calemar se celebra la fiesta de la patrona, la Virgen del Socorro, y se llama a un cura para que celebre las misas de los difuntos. Pero el cura se niega a hacer una misa por cada difunto y quiere hacer una general para todos, lo que el pueblo no acepta, pues iba contra la tradición. Los ánimos se caldean, la gente se violenta y el cura huye con el dinero que ya ha cobrado por cada misa. Pese a todo, la fiesta continúa.
11. Charla del bohío.- Durante un día de lluvia, el cholo Silverio Cruz va a visitar a Matías. Mientras espera que acabe el chaparrón, cuenta una fantástica historia que explicaba por qué nunca se encontraba el cuerpo de un ave fallecida de muerte natural. Según la fábula, las aves volaban al cielo hasta desaparecer.
12. La uta y el puma azul.- La primera historia cuenta la llegada de dos enfermos de uta a Calemar, que están en camino a Huamachuco. Se alojan en casa de Matías, pero uno de los utosos aparece muerto al día siguiente, y el otro, desalentado, decide volver a su pueblo. La otra historia es la de un puma que ataca al ganado durante muchas noches. Los hombres fracasan al intentar atraparlo y llegan a creer que se trata de un puma azul o encantado. Finalmente, es doña Mariana quien captura al puma usando una trampa de fosa y se ríe de la imaginación de los hombres.
13. El desmonte.- Matías regresa de un viaje y avisa a los calemarinos del peligro de la llegada de un desmonte o inmensa masa de lodo y piedras. Cuando este llega, arrasa la chacra de Silverio.
14. La balsa solitaria.- Los calemarinos ven una balsa que va a la deriva por el río, sin tripulantes, e imaginan qué historias podría esconder.
15. El regreso de don Osvaldo.- Don Osvaldo regresa a Calemar, muy cambiado: ya chaccha coca y gusta conversar con los cholos. Cuenta al viejo Matías sus peripecias que ha vivido en su viaje de exploración por la región. Anuncia su propósito de hacer una empresa para lavar oro en el río, metal que abunda. Su empresa se llamará La Serpiente de Oro.
16. La serpiente de oro.- Don Osvaldo, con la mente llena de planes para materializar su empresa, parte muy de mañana hacia el monte, acompañado de dos cholos como guías. Pero en el camino le pica una serpiente amarilla o intihuaraca y muere. Los guías llevan el cadáver a Calemar, donde lo velan y lo entierran.
17. Coca.- El cholo Lucas estaba muy enamorado de Florinda. Un día siente dulce la coca en su boca, lo que es una buena señal. Se anima entonces a declarar su amor a la chica, y ella se le entrega sin resistencia. Lucas atribuye a la coca el haber podido conquistar a Florinda.
18. El corrido.- Un día llega a la choza de Lucas un individuo, que dice ser un corrido (prófugo de la justicia). Se trata de un bandolero apodaba El Riero, que afirmaba haber vivido en Calemar y conocido a los padres de Lucas. Este oye atento su historia de cómo fue empujado a la vida delictiva.
19. «No le juimos poque semos hombres».- El río furioso arrasa campos y siega vidas, pero los calemarinos se jactan de sobrevivir. Llega a Calemar el negociante Policarpio Núñez, que solicita los servicios de los balseros para transbordar su ganado. La labor se realiza exitosamente. La novela finaliza mencionando a las nuevas generaciones de calemarinos que continuarán dedicadas al balseo.

## Resumen por capítulos
La novela se divide en 19 capítulos de variable extensión, rotulados y numerados con dígitos romanos. A continuación un resumen de la obra por capítulos.

### El río, los hombres y las balsas
Los cholos balseros de la novela viven en Calemar, un valle a cuyo lado pasa el imponente río Marañón, por el cual sienten profundo respeto. La creciente máxima del río ocurre en febrero. La corriente trae consigo palizadas, es decir troncos y ramas, que son muy peligrosas. La balsa que tiene la desventura de tropezar como una palizada se enredará para luego ser estrellada entre las peñas o sorbida por un remolino. Calemar está dominado por un enorme peñón, que es como una muralla natural de rocas. Existen dos caminos hacia al poblado. Uno que nace al lado del río, al pie de las peñas, por donde llegan los forasteros y por donde los cholos de Calemar van a las ferias de Huamachuco y Cajabamba. El otro es el que baja de la puna de Bambamarca, por donde llegan los indios de las alturas a intercambiar papas, ollucos, etc. por coca, ají y plátanos que produce el valle. 

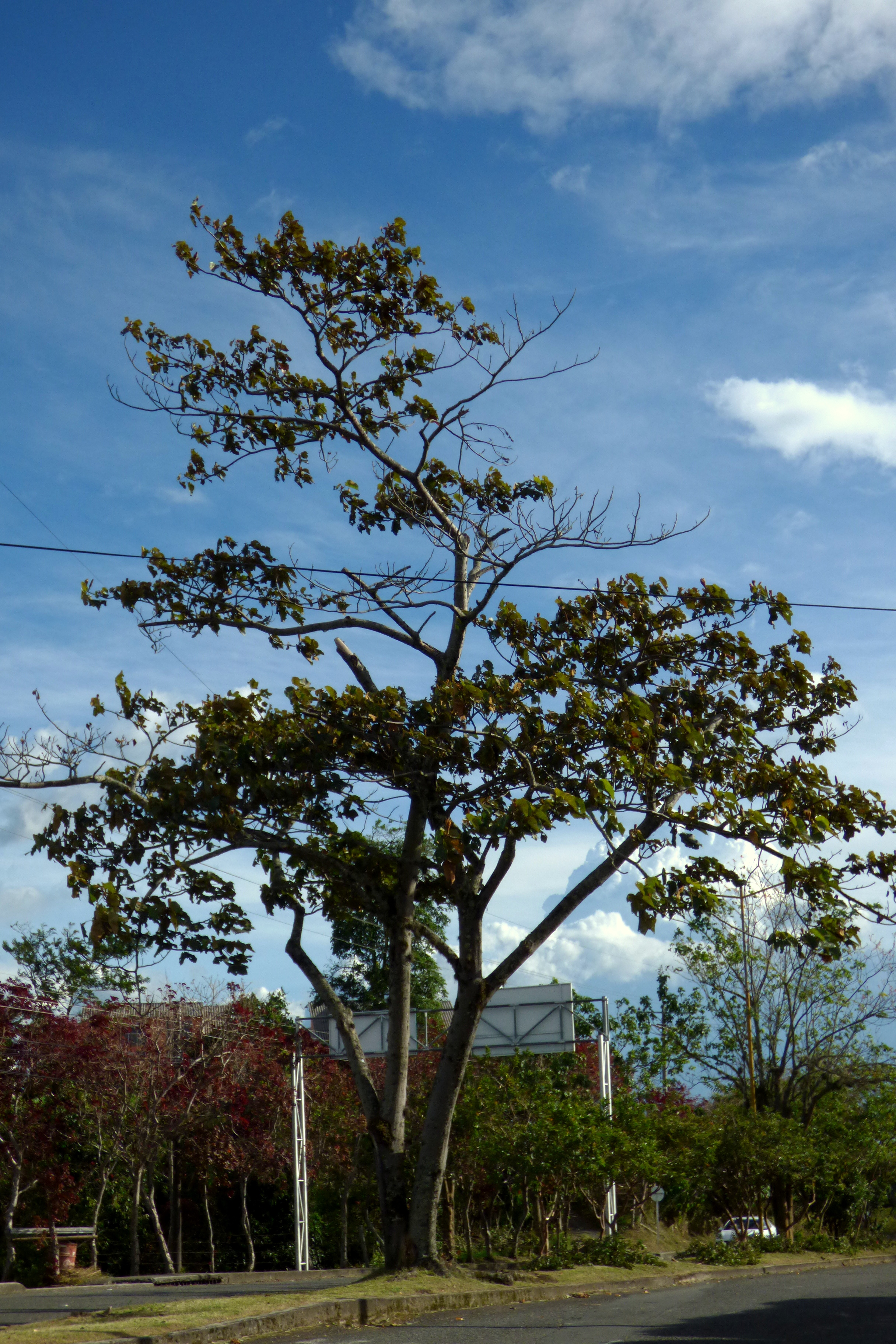
Árbol de Palo Balsa.

Los indios no comen mangos, guayabas ni ciruelas porque creen que les dan tercianas (fiebres palúdicas), pero de todos modos se enferman de dichas fiebres y mueren. Además de la coca y los frutales propios de la ceja de selva, en el valle abunda el cedro, pero el árbol maderero más apreciado es el palo de balsa, de color cenizo, que es de propiedad del dueño del lugar en el que nace. Con la madera se fabrican las fuertes balsas, herramienta primordial del cholo balsero. Pero dicho árbol es escaso. Por un palo de balsa pueden estallar disputas sangrientas, como la que ocurrió entre Pablo y Martín. El primero mató de una cuchillada al segundo por haberle cortado un palo de balsa mientras se hallaba ausente. Los palos de balsa abundan río arriba, en Shicún; sus dueños hacen negocio vendiendo balsas a los cholos balseros, aunque a precios muy elevados.

### Relato del viejo Matías
Corría marzo y el río ya se estaba disminuyendo de caudal. Al valle llega un forastero muy elegante, joven, de tez blanca y de contextura delgada, montado en un caballo zaino, quien solicita hospedaje en la casa del viejo Matías Romero. Este le recibe amablemente y mientras el forastero acomoda su toldo de dormir en el corredor, le pregunta su nombre y la razón de su venida. El forastero dice llamarse Osvaldo Martínez de Calderón, que es ingeniero limeño, y que venía a estudiar la región, para ver la posibilidad de formar una empresa dedicada a explotar sus recursos. Don Matías vivía con su mujer, doña Melcha, y su hijo Rogelio, un jovenzuelo de 20 años. Arturo, su hijo mayor, ya estaba casado y tenía su propia casa a unos cuantos pasos de allí, aunque de vez en cuando iba a visitar a sus padres. Llega también de visita el cholo Lucas Vilca, quien vivía cerca (él es uno de los narradores ficticios de la novela). Osvaldo tiene curiosidad por las costumbres y la vida del valle, y el viejo Matías, incansable charlatán, no desperdicia la oportunidad para contarle de todo. Le cuenta por ejemplo cómo durante la última crecida del río el nivel del agua fue tan alto y la corriente muy furiosa, que sus balsas fueron arrastradas y solo conservaron la balsita del Rogelio, hecha de unos palos varados por el río. Al otro lado del río, unos comerciantes celendinos o shilicos les rogaban que les trajeran comida y que a cambio les darían buena paga. Pero era difícil cruzar el río sin contar con buenas balsas. Entonces Roge se ofreció para cruzar el río a nado llevando sobre los hombros una alforja llena de alimentos. Realizó con éxito esa tarea, aunque retornó con una herida ligera en el pecho, que algunos dijeron que era un zarpazo del Cayguash, un monstruo imaginario que decían que aparecía cuando el río crecía. Por su parte el forastero no quiso hablar sobre Lima, como le habría gustado al Matías, y se echó a dormir en su toldo, que le protegía de los mosquitos. La charla la continúan Arturo y Rogelio, quienes se ponen de acuerdo para ir al día siguiente a Shicún a comprar una balsa, cuyo precio, calculan, no bajaría de los 30 soles. Lucas Vilca, por su parte, solo pensaba en cuidar su platanar. Mientras tanto, el viejo Matías seguía parlando y menciona su proyecto de lavar oro, metal que abunda en el río.

### Lucindas y Florindas
Arturo Romero estaba casado con Lucinda, una poblana de ojos verdes que ya le había dado un hijo, al cual llamaron Adán. Enseguida se relata cómo Arturo conoció a Lucinda. Ello ocurrió seis años atrás, cuando los hermanos Romero fueron al pueblo de Sartín, donde se alojaron en la posada de doña Dorotea, la mamá de Lucinda. La cholita se dedicaba entonces a servir la comida a los visitantes y destacaba por su fina faz y sus senos erguidos. Arturo se enamoró de ella, y consiguió el permiso a su madre para llevarla a la fiesta patronal del pueblo; en dicha reunión ambos se correspondieron. Lucinda destacaba como eximia bailarina y por su belleza natural, dejando alelados al resto de los asistentes. Arturo invitó a Lucinda a irse con él a Calemar para vivir allí y formar una familia. Pero Lucinda no se decidía, pensando en su mamá y en su pequeño hermanito a quien debe cuidar. Dos gendarmes o guardias civiles, procedentes de Huamachuco, llegaron al pueblo con el propósito de multar a todo el que bebiera en exceso, según la ley, aunque en realidad venían a aprovecharse de los pobladores. A Arturo le pidieron su libreta de conscripción militar, a pesar de no ser época de reclutamiento; en realidad los guardias habían puesto los ojos en Lucinda y buscaban un pretexto para tomar preso al joven y aprovecharse de su pareja. Arturo sacó de su bolsillo una libreta vieja y lo enseñó a los guardias, que no tienen otra opción que dejarlo ir. Ya entrada la noche, Arturo, Lucinda y Roge retornaron a la posada de Dorotea. Pero aún quedaba un último día de fiesta y Arturo volvió a invitar a Lucinda, esta vez a la fiesta en casa de doña Rosario, una devota de la Virgen en cuyo hogar había construido una capilla. En medio de la euforia, Arturo le dijo a Lucinda que se casaría con ella de ser posible al día siguiente, a fin de llevarla consigo a Calemar. Pero la alegría se interrumpió con la llegada de los dos guardias, que irrumpen de manera prepotente en la fiesta. Uno de ellos saca a bailar a Lucinda; luego el otro solicita lo mismo. Muy enojado, Arturo pidió que no molestaran a su mujer. Los guardias se enfurecieron y se armó entonces la trifulca. Víctima de los recios golpes de los cholos, los guardias quedaron desmayados. A Arturo y a Roge no les quedó otra sino escapar, llevándose consigo a Lucinda hacia Calemar. En el trayecto se hospedaron en casa del cholo Venancio Landauro, en Shicún. Así fue como Arturo se desposó con Lucinda, aunque los primeros años debieron vivir escondidos evadiendo la justicia. Luego, cuando el retén de gendarmes de Huamachuco fue renovado, pudieron vivir más tranquilos. Al principio Lucinda sufrió de fiebres tercianas, mal de los habitantes de las alturas trasladados a los valles bajos; tuvo asimismo varios abortos, pero luego, tras encomendarse a la Virgen, tuvo su primer hijo, al que pusieron por nombre Adán. Sobre Florinda, otra bella muchacha, que era cortejaba por Roge, queda pendiente el relato de su historia.

### Ande, selva y río
Don Osvaldo Martínez llega a la casa del hacendado de Marcapata, el anciano Juan Plaza, y se alegra de encontrar a un blanco que hablaba un castellano claro, como él, luego de haber frecuentado solo con los cholos de la región. Don Juan recibe cordialmente al forastero, le presenta a su familia y lo invita a desayunar con él. Interroga a su huésped por los sucesos de Lima, la política y el gobierno, pero Osvaldo prefiere hablar sobre otros temas. Le informa que ha venido a explorar la región. Don Juan le ofrece entonces como guía a uno de sus peones indios, el Santos; luego le cuenta sobre las experiencias de otros osados exploradores que igualmente vinieron a esa escabrosa región y la manera como fallecieron o simplemente desaparecieron. Le cuenta la historia de Alejando Lezcano y dos polacos que cargados de instrumentales y equipos se internaron en la selva y nunca más se supo de ellos. Osvaldo lo escucha con interés, pero dice que a él no le ocurrirá eso. Juan le aconseja entonces que al menos, antes de emprender la exploración, fuera a la cima del cerro Campana, pues de ahí se divisaba toda la región. También le aconseja que lo mejor sería hacer una empresa que se dedique a lavar oro en el río Marañón, pues era ganancia segura por su abundancia. Termina diciendo que «ande, selva y río son cosas duras». Al día siguiente Osvaldo se dirige a Bambamarca junto con Santos, el guía indio que le prestó don Juan, y luego sube al cerro Campana, donde sufre de soroche. Asustado, se cubre la nariz sangrante con su pañuelo y saca su revólver, increpando al indio por haberlo conducido hacia la muerte. Pero Santos lo calma y le ofrece coca. Osvaldo, venciendo sus reticencias, masca las hojas secas y siente algo de alivio. Desde la cima del cerro puede divisar la selva, el Callangate, el brillante nevado de Cajamarquilla, y el Marañón, el majestuoso río que repta abajo como una serpiente.

### Muchos pejes y un lobo

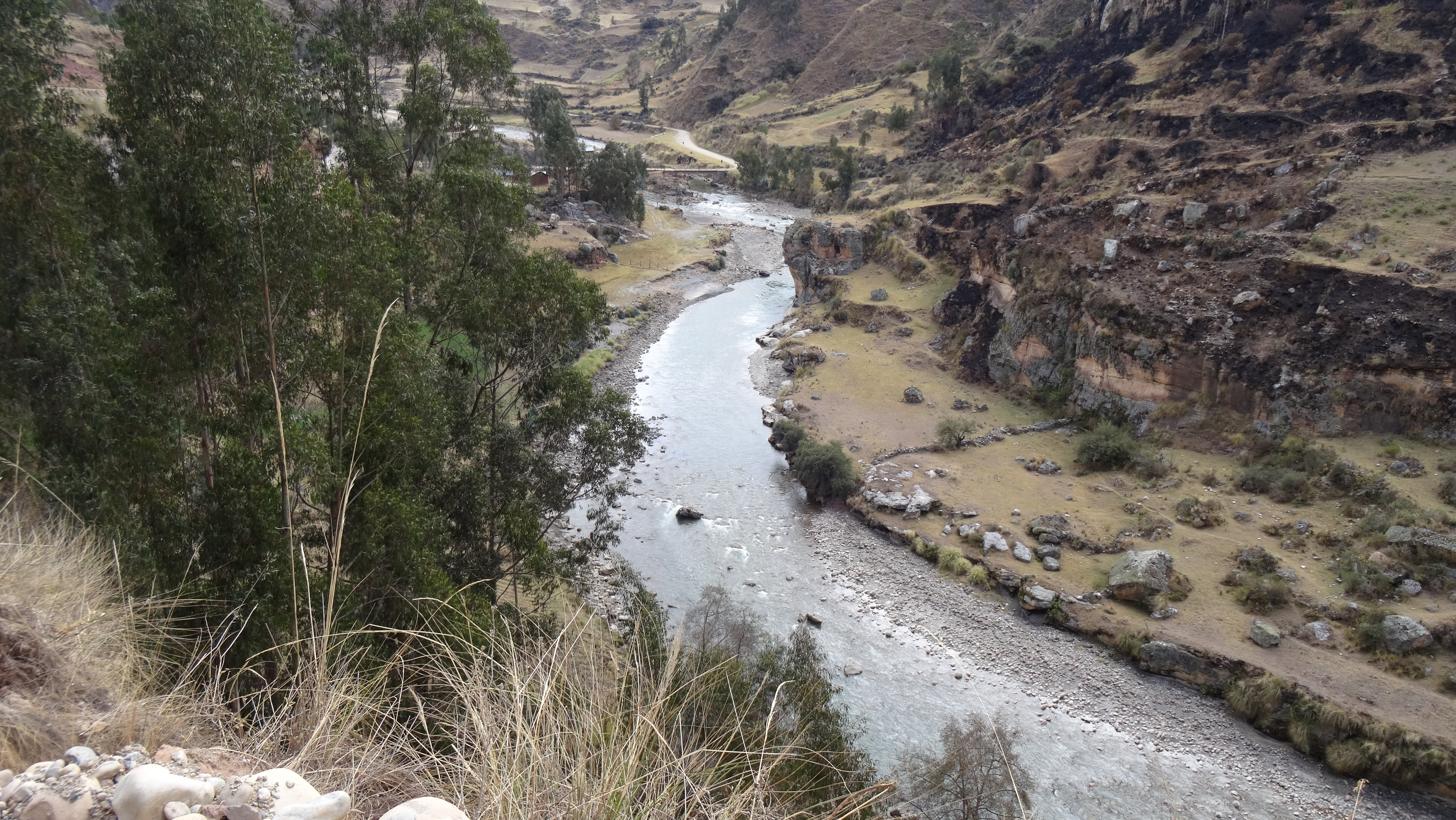
Río Marañón.

El río se encontraba en merma (bajo caudal). Debido a ello el viejo Matías y Lucas Vilca podían balsear a los forasteros fácilmente. Ambos se dedican también a pescar colocando nasas y utilizando dinamita. Matías se hallaba preocupado por sus hijos, el Arturo y el Roge, ya que tardaban en volver de Shicún; supone que se habrán dedicado a tomar aguardiente. Lo inquietante era que el viaje de retorno sería muy peligroso, pues al encontrarse muy bajo el río resultaría muy difícil pasar en balsa por La Escalera, un pongo o paso muy estrecho que se extendía sobre un lecho de piedras filudas. Luego Matías y Lucas continúan pescando pejes y boquichicos, cuando de pronto el viejo divisa un lobo de río y se lanza al agua para atraparlo. Lucas le ayuda, logrando entre ambos dominar al animal, el cual muerde en la mano a Matías. Este logra soltarse, estrellando la cabeza del lobo entre las piedras, matándolo. El viejo, adolorido, aunque ufano por haber vencido al animal, tiene el presentimiento de que algo malo ocurriría.

### La Escalera
Arturo y Roge se hallaban todavía en Shicún, alojados en casa de Venancio Landauro y dedicados a tomar trago, tal como lo sospechara don Matías. Al fin deciden regresar a Calemar con la balsa por la que pagaron 25 soles, y que cargaron de provisiones. Bajando por el río calculan que estarían llegando al peligroso paso de La Escalera ya al anochecer, por lo que Arturo hace notar que sería difícil ver y esquivar las filudas rocas que sobresalían al estar bajo el caudal del río, y que lo más prudente sería esperar el amanecer. Pero Roge, ansioso de llegar donde Florinda, le convence para continuar. Lamentablemente y pese a la pericia de ambos en manejar las palas, la balsa queda atascada en las rocas. No pueden pues avanzar más y solo les queda esperar la crecida del río para que la balsa se eleve y vuelva a flote.

### Los días duros

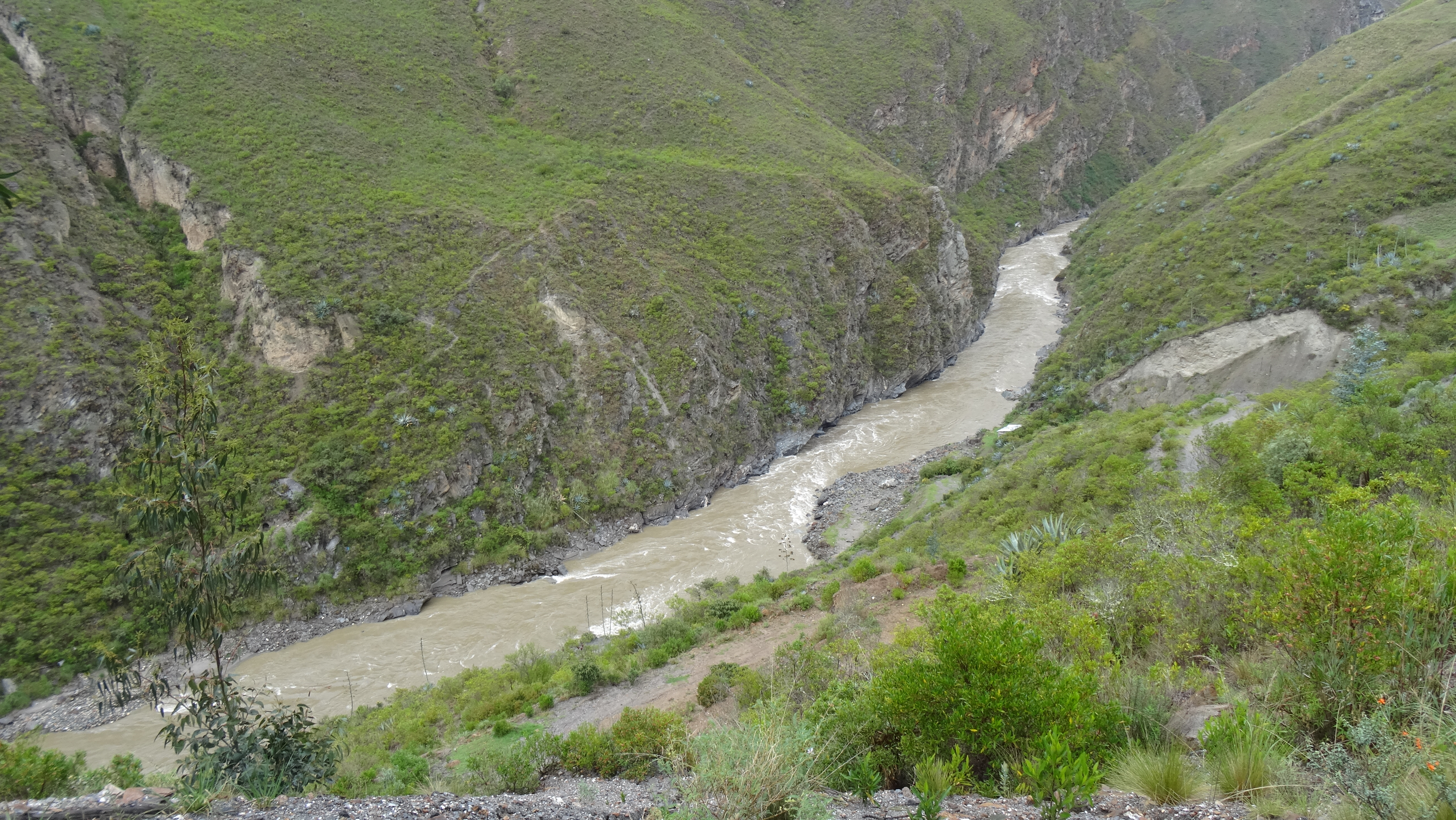
Un paso del río Marañón en medio de la región selvática.

En La Escalera, los dos hermanos permanecieron días esperando la crecida del río y consumiendo las provisiones que llevaban. El más afectado anímicamente era Roge, pues se sentía culpable por no haber hecho caso a su hermano. Ello y el temor de que se agotara la comida, le hacen planear lanzarse al río para alcanzar las peñas de al frente e ir a buscar ayuda. Arturo suplica su hermano que no lo intente pues era seguro que no podría escalar las rocas, muy altas y escarpadas, ni tampoco vencer la fuerza del río. Pero sus ruegos y razonamientos son inútiles: Roge se arroja y logra llegar hasta las peñas. Sin embargo, no logra asirse de las grietas de las rocas y es empujado por la corriente; trata entonces de meterse al centro de río para esquivar la correntada, pero sus fuerzas le abandonan y la fuerza del río lo vence, empujándolo hasta hacerlo desaparecer. Arturo queda tendido e inerme en la balsa, boca abajo y con la cabeza ardiéndole: sabe que ha perdido definitivamente a su hermano.

### «Aplica Señor tu ira»
El viejo Matías ya no era el mismo después de la mordida del lobo de río. Se sentía intranquilo y malhumorado. Tirado bajo un árbol de mango, se pone a tomar guarapo y mascar coca. Peor aún, blasfemaba contra Dios repitiendo estribillos como este: «Aplica, Señor tu ira, tu justicia y tu rigor; y con tu santa paciencia, friégame nomá, Señor». Lucas trata de animarlo a volver a sus labores, pero el viejo se resiste y manda al diablo a todo. Lucas entonces retorna al cuidado de su platanar y se pone a quemar monte, cuando de pronto escucha un ulular o grito agudo; al principio no hace caso pero luego, cuando se asoma a ver río arriba, divisa una balsa y en ella a un hombre desfalleciente que apenas movía la pala de remar. Reconoce entonces a Arturo y gritando su nombre va a su encuentro. Matías se levanta sobresaltado y corre también hacia el río. Ambos logran detener la balsa y sacan de ella a Arturo, llevándolo a su casa. Lucinda queda espantada al ver a su marido en estado calamitoso y no atina a hacer nada, mientras Florinda intuye la muerte de Roge y llora su desventura.

### El relato del cholo Arturo
Arturo, después de haber sido salvado permanece inconsciente, delirando y gritando el nombre de Roge. Cuando se recupera cuenta a sus familiares su aventura: después de que el río se tragara a Roge, estuvo en la balsa atascada algún tiempo más, sin poder precisar si fueron horas o días, hasta que llegó la crecida. Entonces, tomando aliento de las pocas fuerzas que le quedaban, se encomendó a la Virgen del Socorro, patrona de su pueblo, cogió la pala y fue remando, esquivando las rocas. La corriente lo empujó directo a una peña, pero increíblemente en ese instante la velocidad de la balsa disminuyó, y si bien se produjo el choque, la embarcación no se desarmó. Alentado por lo que creía ser un milagro de la Virgen, siguió bogando, esquivando las palizadas y los remolinos, hasta que por fin pudo divisar Calemar y entonces empezó a gritar. Así fue como pudo llegar a salvo a su hogar. Su mamá, la vieja Melcha, llora a su lado, mientras que el viejo Matías permanecía mudo e inmóvil.

### ¡Fiesta!

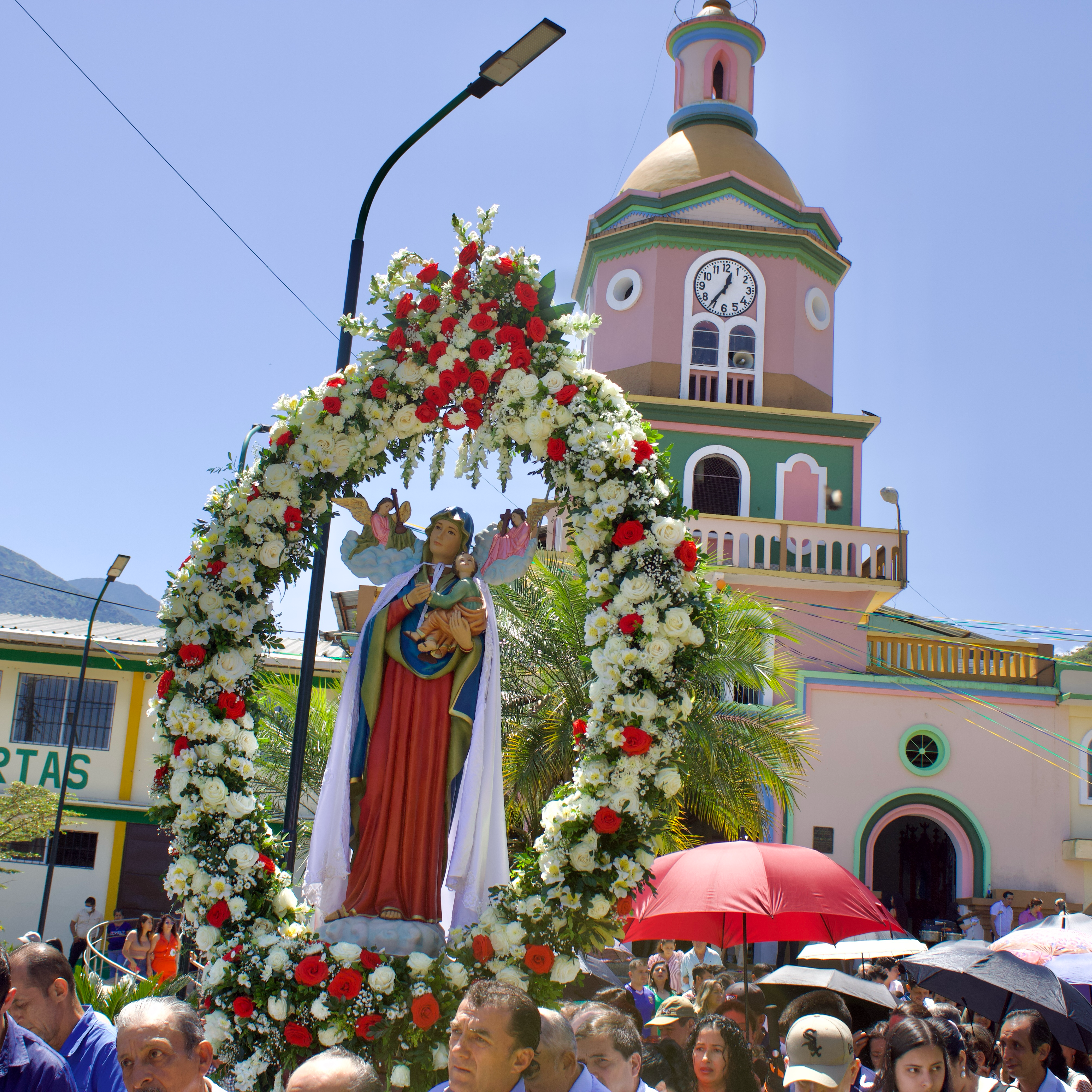
Imagen de la Virgen del Perpetuo Socorro, en Huertas.

Llega el tiempo de fiesta de la Santísima Virgen del Perpetuo Socorro de Calemar, la patrona del pueblo, cuya imagen la habían representado con los ojos azules, las mejillas encendidas y la boca púrpura. Todo el pueblo se engalana y llegan forasteros a participar de los festejos, entre ellos el hacendado Juan Plaza. Los calemarinos llaman al párroco de Pataz, don Casimiro Baltodano, para que oficie las misas de los difuntos, al igual que todos los años. Florencio Obando, el teniente gobernador del caserío, nombra a dos cholos fornidos como “números” o encargados de vigilar el orden. Obando era muy respetado por su tino y destreza para gobernar, pese a ser analfabeto. Pero la alegría se ve turbada cuando la gente se entera de que el cura no quería celebrar una misa por cada uno de los difuntos, como era costumbre, sino que daba por concluido su deber oficiando una sola misa para todos los muertos. Muchos ya habían cancelado dos soles por misa y fueron entonces a reclamar al cura. Este les responde de que si querían misa para cada difunto, debían pagar cinco soles cada uno pues los dos soles no alcanzaba ni para el vino. Esto desata la ira de la gente, más aún cuando ya se habían enterado de que el día anterior el cura había celebrado la misa con aguardiente de caña, pues el vino se lo había tomado en una borrachera que tuvo con Juan Plaza. La gente se pone entonces de acuerdo para obligar al cura avariento a devolver el dinero. Los bambamarquinos encabezan la protesta, seguidos por los calemarinos. Todos se dirigen a la casa donde se hospeda el cura, pero no lo encuentran y solo sale el sacristán, un indio joven y enclenque, a quien golpean, exigiéndole que revelara el paradero del cura. Entre sollozos, el sacristán dice no saber nada. De pronto una voz lejana avisa que el cura huye montado a caballo hacia el monte. Algunos cholos, encabezados por Florencio Obando, montan sus caballos y van a perseguirlo. Pero luego de un rato regresan contando que el cura se detuvo y les hizo disparos, por lo que tuvieron que retroceder. Pese a este incómodo incidente, la fiesta continúa pues los devotos creen que las almas de los difuntos entenderán que fue solo por culpa de un cura avariento que no se pudieron ofrecer las misas.

### Charla del bohío

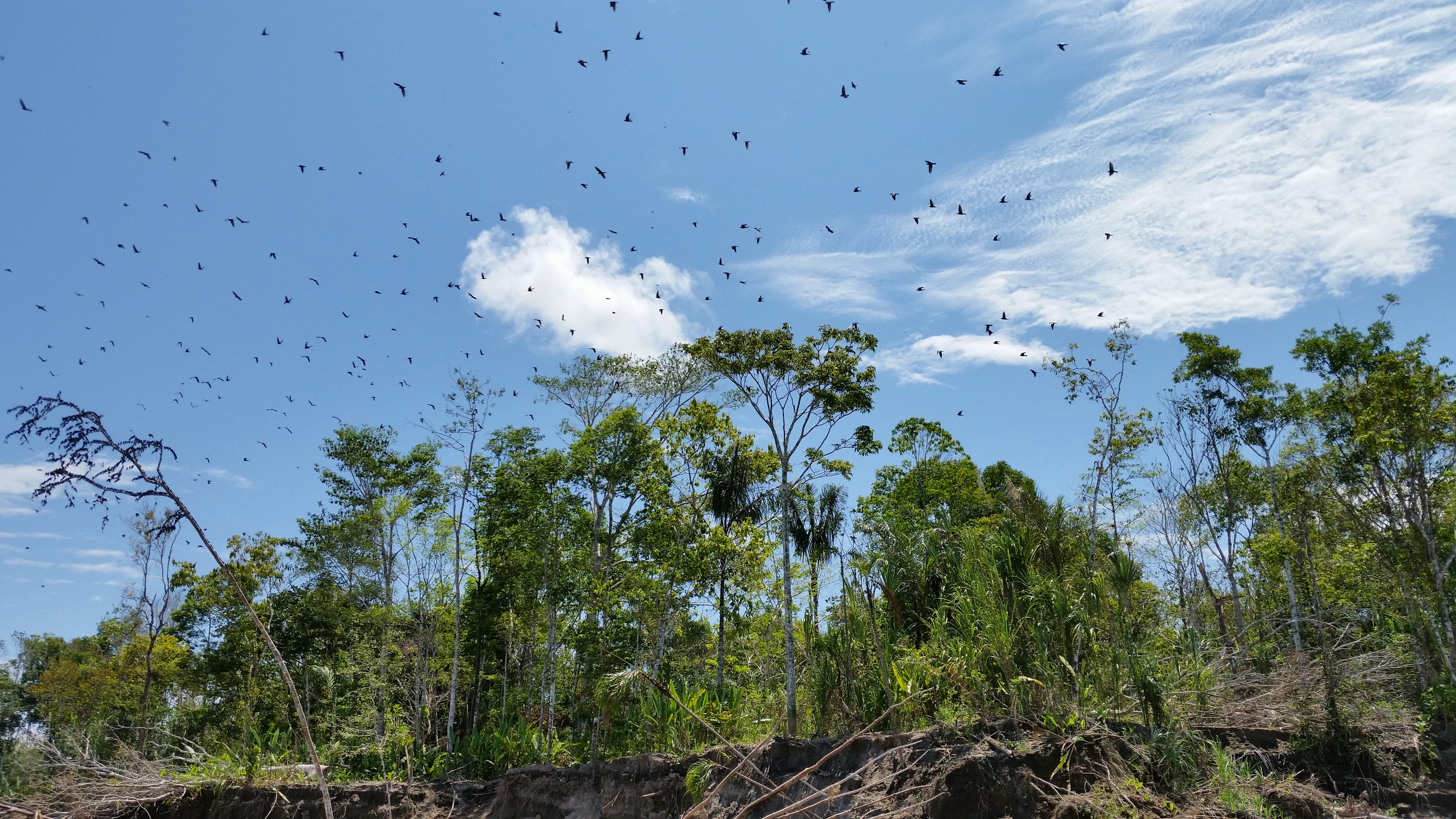
Aves en el Marañón.

Una intensa lluvia que cae día y noche anuncia la llegada del invierno. El cholo Silverio Cruz va a la casa de don Matías a solicitar brasas de candela y se queda conversando, a la espera del cese de la lluvia. Participa de la charla Lucas Vilca y los otros miembros de la familia del viejo. Entre otras cosas tratan sobre la interrogante de la muerte de los pájaros ya que nunca nadie había encontrado el cuerpo de un ave fallecida de muerte natural. Silverio les cuenta entonces una historia curiosa que le contó su madre y que esta a su vez lo recibió de sus antepasados, sobre un hombre que una vez se internó por la montaña en busca de leña y encontró un claro donde estaban reunidas diversas aves, las cuales una a una volaban al cielo hasta desaparecer. Los oyentes le escuchan absortos y el Silverio continúa su historia agregando que uno de los pajarillos se acercó al hombre y le dijo que si contaba lo que había visto moriría. Y el hombre hizo caso y nunca lo contó. Entonces Arturo observa que si fue así, cómo fue que se enteraron de la historia la mamá de Silverio y otros antes de ella. A lo que Silverio no atina a responder y así el encanto de la historia se desvanece. Luego Silverio se despide mientras que afuera la tempestad arrecia. El viejo Matías observa que la quebrada se puede desbordar al caer mucho desmonte. El aullido de los perros parece anunciar una desgracia fulminante.

### La uta y el puma azul
Este capítulo es narrado por Lucas Vilca y consta de dos historias. 
Doña Mariana Chiguala es una viuda, ya madura pero todavía de físico atractivo, que vive en el fondo del valle junto con su sobrina Hormecinda, una muchacha de 15 años que se dedica a pastear cabras. Sobre Mariana se comentaba en el pueblo cosas nada honrosas. En su casa se hospedaban los forasteros, que solían quedarse tres días, lo que sobrepasaba una estadía normal. Se cuenta también que el cholo Encarna la visita a veces, cuidando de que no lo viera su mujer. Lucas Vilca también frecuenta la casa, ya que Mariana es quien le prepara la comida; sus amigos le aconsejan de que la tome como pareja. Pero Lucas solo tenía ojos para Florinda, la pareja del finado Roge. En uno de sus habituales almuerzos, doña Mariana le cuenta a Lucas que un puma andaba merodeando los alrededores. En ese momento se oyen unas campanadas, lo que era aviso de que llegaban gente para balsearlas, por lo que Lucas se dirige al río. Son dos utosos (enfermos de uta) que bajan al caserío y se hospedan en la casa de don Matías, quien nunca se negaba a dar alojamiento a los forasteros. Los utosos piden a los balseros que mejor los transporten al día siguiente, pues venían de un largo viaje y necesitaban descansar. Luego cuentan que son de Condormarca y que se dirigen a Huamachuco para sanarse. Matías y Arturo los alientan a continuar el viaje, contándoles los casos de algunos utosos que sanaron. Luego de la charla se duermen los dos enfermos pero uno de ellos siente un agudo dolor en el interior y presiente que el mal ya estaba en su etapa terminal. Al día siguiente, cuando iban a ser pasados a la otra orilla del río, cae muerto precisamente el mismo que había presentido su final. Su cuerpo es velado en la casa de Matías. El otro utoso, ya resignado, abandona su plan de cruzar el río y decide volver a su tierra, diciendo que era mejor morir en su propio pueblo que en suelo extraño. 

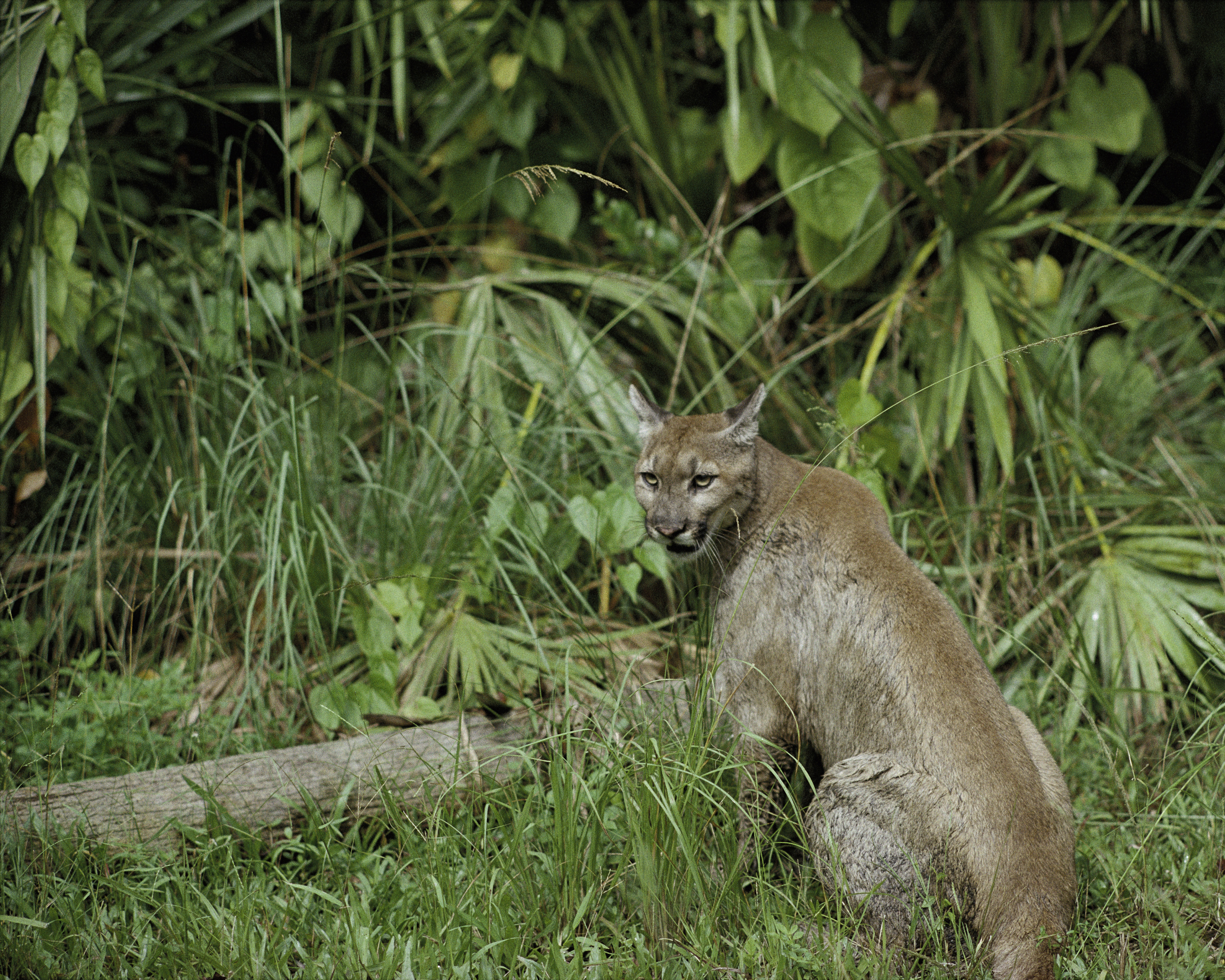
Un puma.

Mientras tanto, los calemarinos deben enfrentar un grave problema. Es el tema de la segunda historia. La misma noche del velorio el puma había vuelto a asolar el redil de doña Mariana. Y luego continuó la noche siguiente y así sucesivamente, atacando a otros rediles. El cholo Encarna juraba haber visto un puma azul, como el añil, y que posiblemente estaría encantado, por lo que los hombres nada podrían contra él. Los otros cholos no lo toman en serio y planean emboscar al puma. Arturo coge su viejo revólver y se esconde para sorprender al felino. Pero todos fracasan noche tras noche. Arturo llega a ver de cerca al puma, justo cuando se llevaba una cabra, pero los cinco disparos de su revólver fallan incomprensiblemente. Perturbado, cuenta al resto que, efectivamente, se trataba de un puma azul, tras lo cual se pone mal y le dan pesadillas en las cuales siente que una gran mancha azul le cubre y lo ahoga. Todo ello desalienta al resto de los cholos. Doña Mariana, al ver que ya nadie se animaba a intentar cazar al puma, que creían encantado, decide cavar un hoyo y poner estacas al fondo, en el mismo lugar donde la fiera solía entrar al redil luego de dar un ágil salto. Mariana espera llena de tensión toda la noche y finalmente escucha un aullido atronador. Pero no se anima a salir; recién a la mañana sale a ver y encuentra al puma atrapado entre las estacas y rugiendo ferozmente. Presa de la ira, doña Mariana coge una roca y  aplasta con ella la cabeza de la fiera, y pese a que ya está muerta, continúa dándole de garrotazos. La gente se acerca mientras tanto y doña Mariana, riendo a carcajadas, les hace ver que el puma no era azul sino plomizo como cualquier otro. Arturo también se ríe y se cura al instante de su “encantamiento”.

### El desmonte

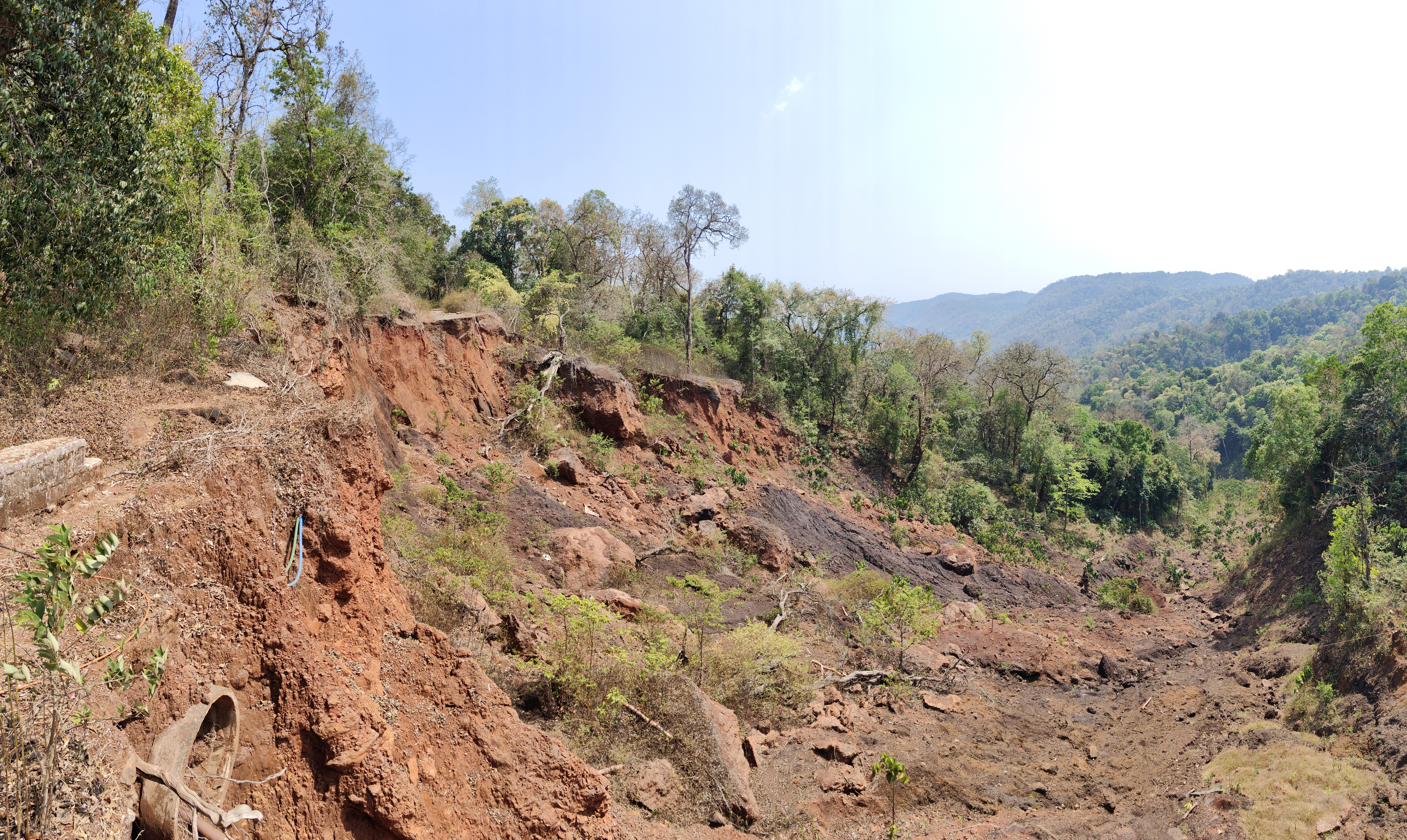
Efectos de un desmonte o huayco.

Don Matías llega de un viaje a Bambamarca y por su experiencia presiente que las laderas de la quebrada al hallarse flojas podrían venirse abajo y llegar al valle en forma de una inmensa masa de lodo y piedras. Era lo que llamaban «el desmonte» (huayco). El viejo se lamenta no tener al lado un antiguo perro llamado el Chusquito, quien con sus ladridos avisaba con tiempo la llegada del desmonte. Y efecto, el desmonte llega: un largo estruendo resuena en el valle; Matías se levanta sobresaltado y va corriendo a avisar a los cholos del pueblo, ordenándoles que cogieran sus hachas y machetes y se dirigieran a la quebrada. La idea era derrumbar árboles para que de alguna manera amortiguaran la fuerza del desmonte. Pero de todos modos el desmonte llega al valle arrasando la casa y la chacra del cholo Silverio, quien luego de salvar a su familia, se resigna a perderlo todo y decide dedicarse a la balsería.

### La balsa solitaria
El narrador nos cuenta la dura vida del balsero del Marañón que debe usar todas sus fuerzas para vencer la fuerza del río. Ellos se dedican a trasladar a los viajeros que van y vienen de uno y otro lado. Y una tarde, ya finalizando las labores, divisan una balsa sin tripulantes ni cargamento. Solo Dios sabrá de dónde viene y a dónde irá a acabar. Tal vez fue arrancada del atracadero por una súbita creciente. O cogido por una palizada y sus tripulantes tuvieron que arrojarse al agua para salvarse. O tal vez cayó en una chorrera o un remolino y por eso quedó sola. Ya en casa, los balseros comentan sobre dicha balsa solitaria, ya que solo ellos, los habitantes del valle, saben el crudo mensaje que encierran unos cuantos maderos reunidos que van a la deriva por el río.

### El regreso de don Osvaldo
Don Osvaldo llega después de mucho tiempo a la casa de don Matías y se le nota muy cambiado tanto en su aspecto como en su comportamiento. Venía montado en un caballo tordillo, ya que el zaino, como contó luego, lo había perdido al rodar por un desfiladero. Era el atardecer y junto a esa hora pasaba la Hormecinda conduciendo su rebaño de cabras. Osvaldo se queda mirando con insistencia a la muchacha, que a sus 15 años ya lucía un físico atractivo. Todos notan que se estaba  enamorando de la chica. Ya dentro de la casa de Matías, Osvaldo asombra gratamente a todos pues ya sabe mascar coca y conversar amigablemente con los cholos. Don Matías le dice que quien aprende a coquear se queda definitivamente en esas tierras. Osvaldo le cuenta sobre las peripecias y penurias que pasó durante su exploración. También trae a colación una vieja historia de una mujer quemada en Bambamarca, cuya alma decían que penaba en determinadas noches. Al principio se rio de lo que consideraba una simple superstición, pero una noche oyó algo como el llanto de una mujer y entonces no supo qué pensar. Luego cuenta sobre sus proyectos y dice que sería muy difícil trasladar maquinarias a las alturas y que por eso había decidido mejor formar una empresa para lavar oro en el río, y que los calemarinos se beneficiarían de ella vendiendo sus alimentos y trabajando como operarios. Don Matías aprueba la idea y don Osvaldo agrega que bautizaría a su compañía con el nombre de «La Serpiente de Oro», pues desde las alturas del cerro Campana el río se veía como una serpiente, y lo de oro era en alusión a sus riquezas. Luego de la charla todos se duermen.

### La serpiente de oro

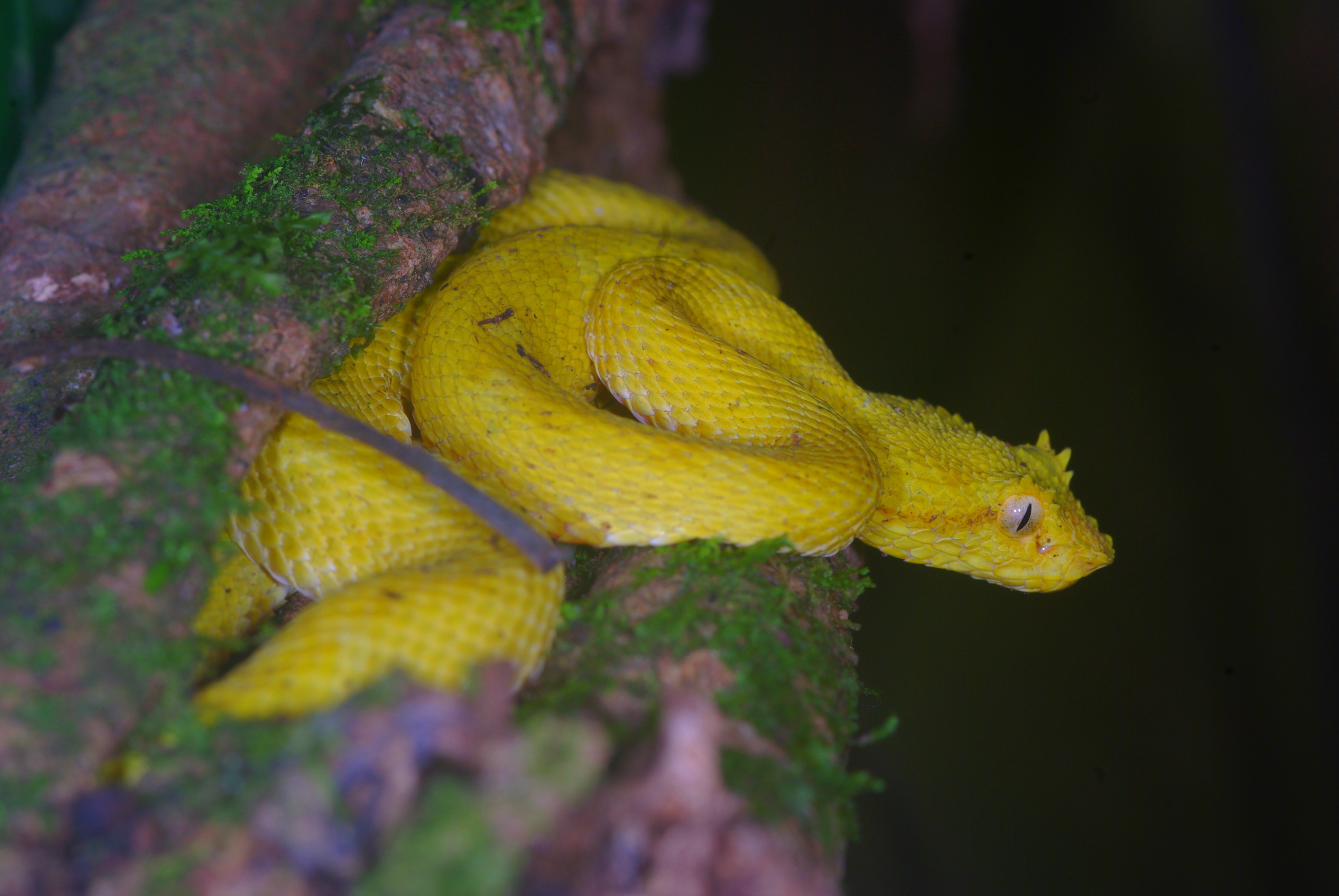
Una víbora amarilla.

Una semana entera estuvo Osvaldo alojado en la casa de don Matías haciendo proyectos de su empresa. De noche salía y no regresaba hasta el amanecer. Hasta que al fin decide partir hacia los lavaderos de oro. Para ello contrata a los cholos Pablo y Julián como ayudantes. Ya emprendían la marcha río arriba, cuando de pronto se les acerca Hormecinda, quien entrega a Osvaldo un paquete, diciéndole que era su fiambre. Era evidente que ya había algo entre ellos, y días después, Osvaldo preguntó a sus ayudantes si creían que la Hormecinda la quería de verdad. Ellos le respondieron que sí, ya que hasta trataba de ayudarlo. Al parecer, ese pensamiento no dejaba dormir al ingeniero. De día se dedicaba a examinar las arenas del río y tomar muestras. Pudo comprobar que el oro efectivamente, abundaba. 
Ya de regreso a Calemar, Osvaldo se pone a pensar de lo mucho que había cambiado en todo ese tiempo en que estuvo explorando la región; planea asimismo todo lo que haría de allí en adelante: volvería a Lima a formar la compañía y se casaría con Ethel, una chica fina y bella con quien solía brindar en el Country Club. En cuanto a Hormecinda, no habría que ser sentimental. Tal vez ella lloraría su partida pero ya se le pasaría y terminaría juntándose con algún cholo de Calemar. En Lima convencería también a los ricos a invertir en su proyecto. En esos pensamientos andaba cuando se detiene para llamar a sus ayudantes, pero de pronto siente una picadura en el cuello y ve una cinta amarilla deslizarse y perderse entre las ramas. Era una víbora, la intihuaraka. Osvaldo se desespera y siente cómo el veneno mortal va haciendo efecto en su cuerpo. Pablo y Julián se limitan a cortarle la herida y exprimirla para hacer fluir la sangre, pero todo es inútil. Don Osvaldo muere al poco rato y su cadáver es trasladado a Calemar donde después del velorio, lo entierran a la mañana siguiente.

### Coca

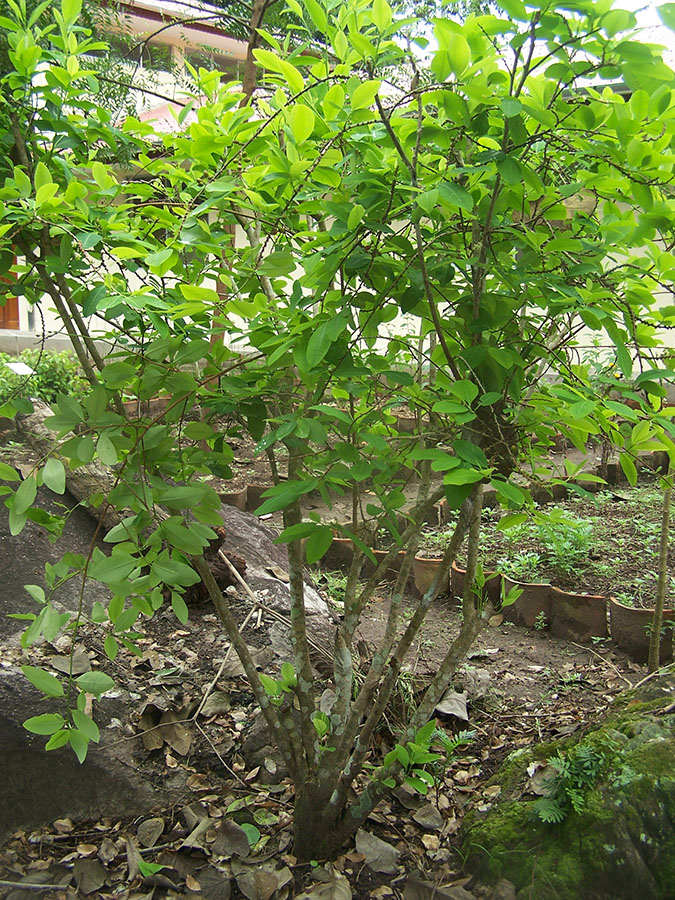
Arbusto de coca.

Lucas Vilca tenía su cocal pero aún no se decidía a proceder a la rauma (acto de deshojar la hojas de la planta). Se hallaba entonces enamorado de Florinda, quien luego de llorar un tiempo por el Roge ya se había resignado. Una mañana, Lucas va a un carrizal junto al río a cortar cañas para hacer antaras y de pronto escucha un canto. Sigilosamente se acerca a ver quien es y ve a Florinda, desnuda y bañándose en el río. Se extasía mirando el cuerpo núbil de la muchacha; luego de un rato la llama, gritando su nombre. La chica se asusta y gana la orilla para vestirse, pero en eso escucha otra voz que la llama también. Es el padre de la chica, don Pancho, quien le trae ropa para lavar. Lucas vuelve entonces al carrizal y una vez terminada su labor retorna a su choza, pero desde ese día empieza a sentir algo raro y no soporta la soledad. La coca que masca le sabe amarga y esto no era buena señal. Espera que la hoja le dé una señal para saber si Florinda le correspondería. Una noche va a buscarla, con la idea de raptarla y poseerla, pero no la encuentra. De pronto siente que su coca se vuelve dulce en su boca; entonces se anima y espera. Al día siguiente Florinda va a su casa a comprarle ají. Es el momento esperado por Lucas: le confiesa a Florinda el amor que sentía por ella. Florinda hace como que no le cree, pero Lucas la abraza con fuerza; ella no se opone. Allí mismo se entregan ambos a la pasión carnal. Así fue como Florinda llegó a ser la mujer de Lucas. Según él, la coca se lo había dado.

### El corrido
Un hombre llega montado a caballo frente a la casa de Lucas y llama a los padres de este (don Cayetano y doña Meche). Intrigado, Lucas sale a recibirlo, diciéndole que sus padres ya habían fallecido y que él era su hijo. El desconocido lo mira emocionado y le dice que lo había conocido mucho tiempo atrás, cuando era muy niño, ya que había sido gran amigo de su padre. Lucas lo deja pasar y Florinda se pone a prepararle algo de comida. El visitante dice ser calemarino pero que hacía veinte años había huido y desde entonces era un corrido (fugitivo de la justicia). Cuenta luego el origen de su infortunio: cierta vez fue a la fiesta de un pueblo y en el camino un jinete muy elegante casi lo atropella. Al increpar al prepotente, éste en vez de disculparse volvió a la carga intentando pisotearlo y fue entonces que, furioso, sacó su cuchillo y de un tajo le abrió las entrañas al insolente, matándolo. El jinete muerto resultó ser un hacendado adinerado, por lo que tuvo que huir, acosado incesantemente por la policía. En ese trajín mató a un teniente y a dos guardias, y todo ello hacía ya mucho tiempo, habiendo ya prescrito tales delitos, pero la policía lo acusaba de otros crímenes recientes, de los que juraba ser inocente, por lo que siempre debía estar en permanente huida. Su apodo era el Riero, pero su verdadero nombre era Inacio Ramos. Al día siguiente el Riero se levanta muy temprano, antes del amanecer y se despide de Lucas y de Florinda. Lucas se queda pensando en ese hombre, para quien nunca sería de día sino de noche, pero al menos una noche sin muros ni hierros.

### «No le juimos poque semos hombres»
Llega a Calemar don Policarpio Núñez, acompañado de su hijo, ambos montados y armados con carabinas winchester. Son negociantes de ganado, que se dirigen a las comunidades y haciendas vecinas para comprar las reses. De pasada solicitan a los cholos balseros para que les transporten el ganado al otro lado del río. Los cholos aceptan pero una balsa no es suficiente y entonces Lucas y Arturo van a Shicún a comprar otra embarcación; al regreso deben surcar el paso de La Escalera. El recuerdo de Rogelio es inevitable, pero ellos logran superar el paso. Ya de vuelta en Calemar, Matías los recibe alegremente y todos celebran y reflexionan sobre las bondades del río, contrastada con los males que ocasiona. Matías recuerda la comparación que hizo el finado Osvaldo, que el río era como una serpiente de oro. Luego les cuenta una fábula o conseja sobre por qué el mayor de los males era el desaliento. Dícese que en época inmemoriales el Diablo iba vendiendo los males por todo el mundo, en forma de polvo envuelto en paquetes; la gente le compraba la avaricia, la enfermedad, la miseria, la ambición, etc., para hacerse males entre ellos; pero había un paquete al que nadie compraba: el desaliento. Era el más pequeño de todos y el más caro, algo que a los hombres les resultaba incomprensible, pues no consideraban al desaliento como un mal. Enojado el Diablo porque no le compraran el desaliento, lo echó al viento, esparciéndolo por todo el mundo. Fue así como todos los males se hicieron realidad, pues en la base de ellos está siempre el desaliento. El viejo Matías termina su relato invocando a los calemarinos que no caigan nunca en el desaliento, ya que es lo que debilita al hombre cuando se enfrenta a los otros males. Llegan al fin don Policarpio y su hijo, junto con tres indios repunteros, arreando cien cabezas de ganado. El transporte del ganado no es fácil ya que muchos de los animales se desbandan y caen al río. El Encarna es herido en la faena por una de las vacas. Pero pese a todo, los balseros cumplen su cometido y reciben 50 soles por su trabajo.
Ya habían pasado cinco inviernos desde el comienzo de la historia. El río continuaba como siempre su furia destructora, pero en otras regiones más alejadas. Lo notan pues una vez ven que sus aguas arrastran plantas de coca, además de un cadáver desnudo. Se enteran de que el Chusgón (un afluente del Marañón que desemboca tres leguas más abajo) había arrasado casi todo el valle de Shimbuy con sus plantíos de coca. Los cholos de Calemar se jactan de sobrevivir y dicen «no le juimos poque semos hombres» (que en castizo sería: seguimos en la tierra, porque somos hombres). De todos modos Matías ya está muy anciano al igual que otros como Encarna; pero quedan sus hijos dedicados al tradicional oficio de la balsería y luego los hijos de estos quienes habrán de seguirles los pasos. Entre estos últimos estaba Adán, el hijo de Arturo y Lucinda, y todos los cholitos del valle que ya empezaban a empuñar la pala. También Hormecinda cuidaba a un niño rubio, dándose por sobreentendido que era hijo del fallecido ingeniero Osvaldo.

## Análisis temático
Según Antonio Cornejo Polar, «la novela es una hermosa y profunda descripción de una comunidad tradicional, ciertamente idealizada, y de sus relaciones con la naturaleza».
La novela tiene efectivamente como núcleo temático el problema de las relaciones del hombre con la naturaleza. Los calemarinos reverencian al río Marañón que es su fuente de trabajo y de alimento, pero a la vez le temen pues es la fuerza que eventualmente les puede arrebatar sus bienes y hasta la propia vida. En cambio, el ingeniero Osvaldo, llegado de Lima, altanero y vanidoso, mira con menosprecio a los cholos e indígenas, y cree que solo con la ciencia y el capital se puede vencer a la naturaleza. Finalmente, acaba muerto tras ser mordido por una serpiente venenosa, sin poder concretar su ambicioso proyecto. Aquí se puede ver una alegoría del fracaso de la penetración capitalista en un mundo natural aún virgen. Es el triunfo de la Naturaleza sobre el mundo venido de la ciudad.
Si bien un costeño venido de la ciudad no sobrevive y sucumbe en medio de la selva exuberante, los hombres nativos si están adaptados y saben convivir con ella. A decir de Cornejo, a diferencia del resto de novelas regionalistas hispanoamericanas, en la que el ser humano aparece siempre aplastado por la fuerza de una naturaleza invencible, en La serpiente de oro el hombre se enfrenta a esa naturaleza, para comprenderla y dotarla de sentido, para aceptarla, en fin, como morada digna de su existencia. La naturaleza está representada en este caso por el poderoso río Marañón; a diario los hombres se enfrentan a él en el acto de cruzarlo y aunque algunos perecen eventualmente, suelen por lo general salir airosos.

## Análisis estilístico
Según Luis Alberto Sánchez, en la novela lo menos importante es el argumento, más aún, podría decirse que el argumento no existe. El libro está construido como una reunión de episodios, de fragmentos, en torno de una misma región y de unos cuantos tipos de personajes a quienes liga un destino común. El verdadero protagonista es el río Marañón.
El autor demuestra su habilidad narrativa, no obstante la aparente lentitud de los diálogos y las lentas reacciones de los individuos. La naturaleza es lo más dinámico en el libro. Alegría hace brotar las imágenes y las sensaciones correspondientes, del sencillo coloquio entre las gentes y lo que ellas van descubriendo a medida que avanza el diálogo. La novela podría considerarse, con más propiedad, un poema en prosa; cada capítulo es como un ente autónomo.
El lenguaje es poético, con un profundo sentido de la propiedad y eficacia de las palabras. Los adjetivos de Alegría son de rara precisión y colorido. Su prosa carece de toda altisonancia, así como también de todo extremo trágico. «Parecería indicar, en cada capítulo, que todo se puede contar y decir, inclusive lo amargo y lo sucio, con buenas maneras, con un lenguaje estético que llegue al entendimiento y al corazón».